# Sordaria sibutii
Sordaria sibutii är en svampart som beskrevs av Cailleux 1972. Sordaria sibutii ingår i släktet Sordaria och familjen Sordariaceae.   Inga underarter finns listade i Catalogue of Life.